# Copidosoma slavai
Copidosoma slavai är en stekelart som beskrevs av Svetlana N. Myartseva 1983. Copidosoma slavai ingår i släktet Copidosoma och familjen sköldlussteklar.
Artens utbredningsområde är Turkmenistan. Inga underarter finns listade i Catalogue of Life.